# 3Arena (Dublin)
Die 3Arena (auch Three Arena geschrieben) ist eine Konzert- und Veranstaltungsarena in der irischen Hauptstadt Dublin. Neben Konzerten finden auch Stand-up-Comedy-, Musical-, Show- und Sportveranstaltungen statt. Der Betreiber der Halle ist die US-amerikanische Medienfirma Live Nation.

## Geschichte
Die Halle wurde an der Stelle des ehemaligen Point Theatre errichtet und im Dezember 2008 eröffnet. Die Arena bietet insgesamt 14.500 Gästen Platz auf Steh- und Sitzplätzen. Bei kompletter Bestuhlung finden 9.500 Besucher Platz in der 3Arena. Die fächerförmige Anordnung der Zuschauerplätze zu der Bühne erinnert an ein Amphitheater.
In der Halle sind bisher unter anderem Lady Gaga, Gary Barlow, Katy Perry, Red Hot Chili Peppers, Peter Kay, Coldplay, Tina Turner, AC/DC, Beyoncé Knowles, Whitney Houston, Iron Maiden, Guns N’ Roses, Prince und viele weitere aufgetreten.
Am 4. September 2014 erhielt die größte Konzertarena des Landes den Namen der irischen Mobilfunkgesellschaft 3.
Zwischen 2012 und 2020 und seit 2022 gastiert die Premier League Darts jeweils an einem Spieltag in der Arena; die COVID-19-Pandemie verhinderte die Austragung im Jahr 2021. 

## Galerie

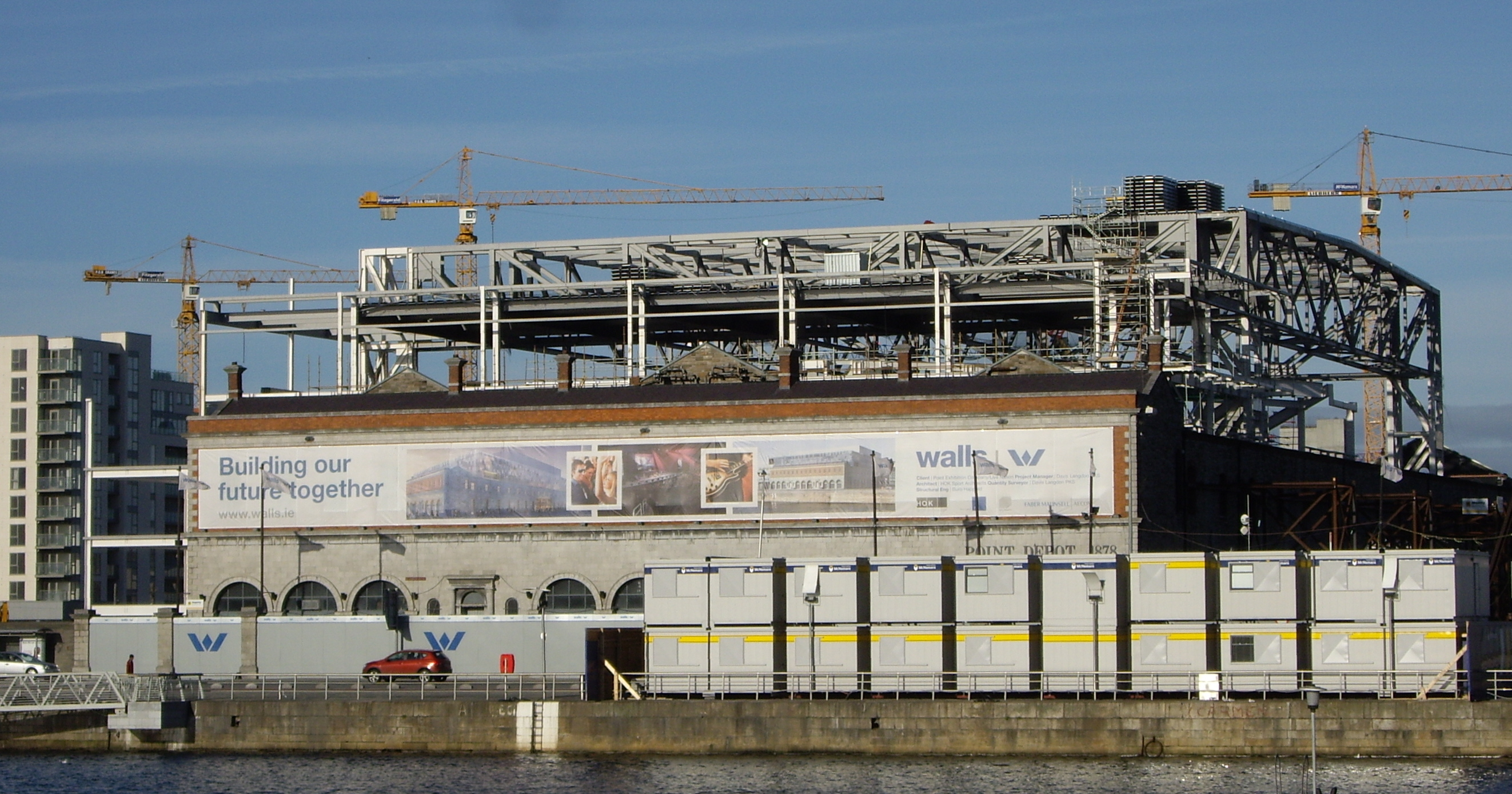
Das Point Theatre während der Umbauphase zur The O₂
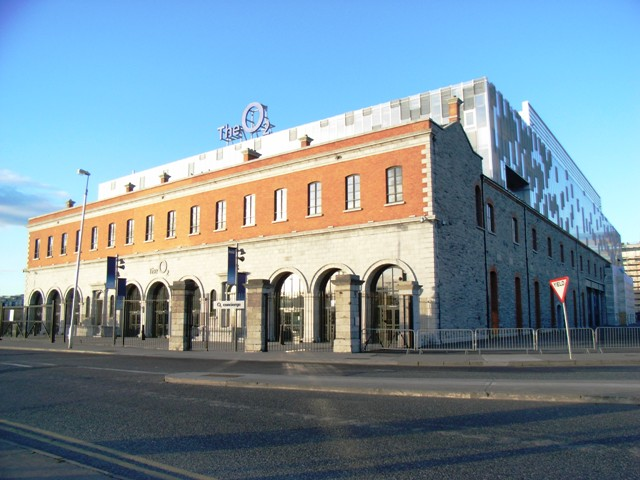
Die 3Arena mit altem Sponsorenlogo (November 2009)
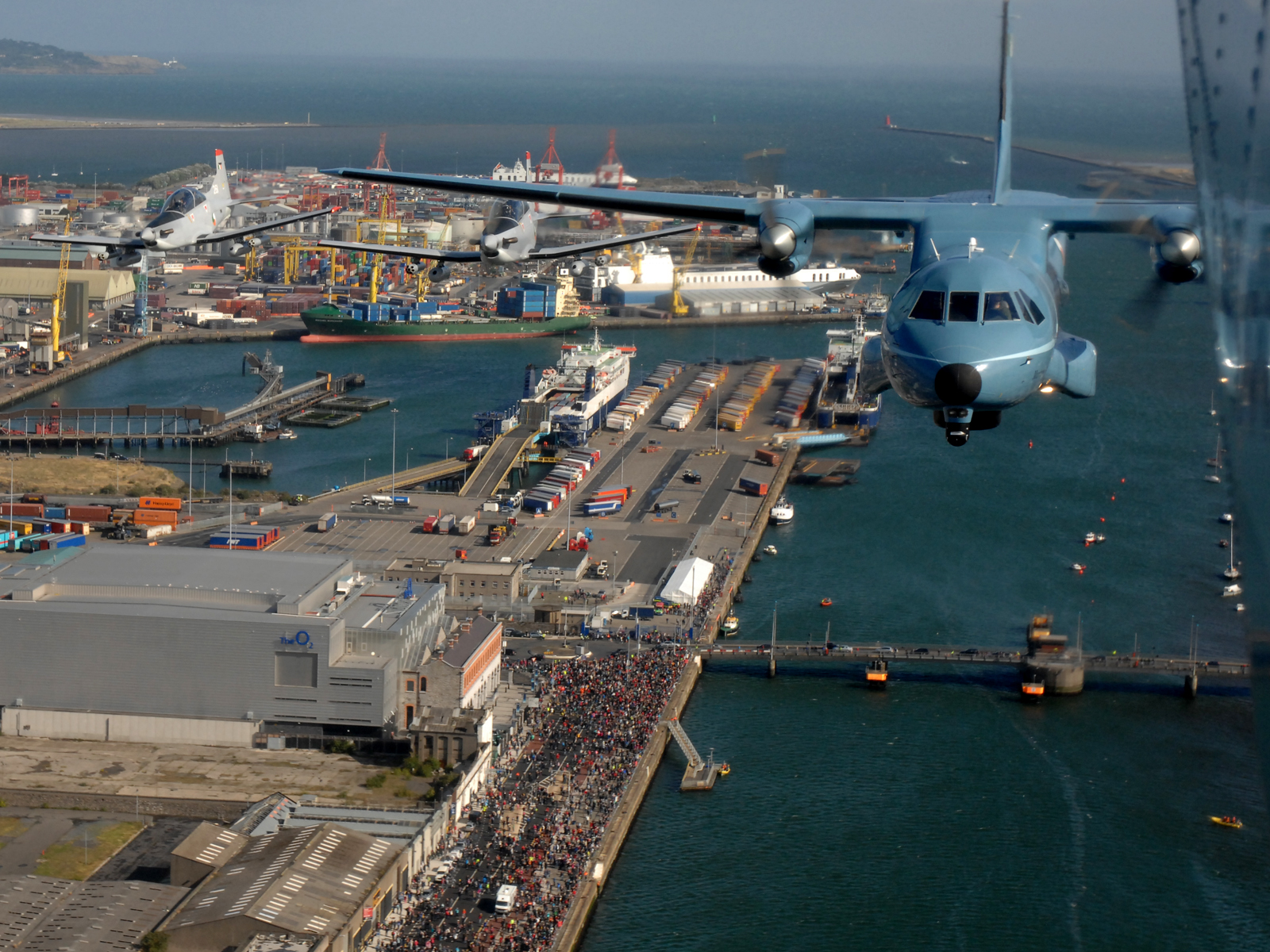
Lage der Arena am Ufer des Liffey im Hafen von Dublin (September 2013)
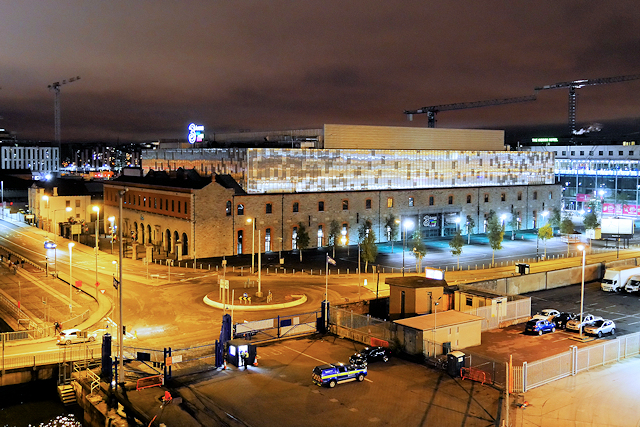
Die 3Arena am späten Abend (Mai 2017)